# Травничек, Михал
Михал Травничек (чеш. Michal Trávníček; 14 марта 1980, Дечин, Чехословакия) — чешский хоккеист, нападающий. Чемпион Чехии по хоккею 2015 года. В настоящее время играет за клуб «Усти-над-Лабем».

## Карьера
Михал Травничек почти всю свою карьеру он провёл в составе команды «Литвинов». В 2015 году помог есть стать чемпионом Экстралиги впервые в своей истории. Многолетний капитан команды, основным его качеством считается силовая игра. Иногда даже играет на позиции защитника. Также играл за сборную Чехии, провёл 7 матчей в сезоне 2003/04. В 1998 году был задрафтован клубом НХЛ «Торонто Мэйпл Лифс», но так и не сыграл ни одной игры в НХЛ.

## Достижения
Чемпион Экстралиги 2015

## Статистика
Обновлено на конец сезона 2020/2021
- Чешская Экстралига — 1085 игр, 357 очков (146+211)
- Сборная Чехии — 7 игр
- АХЛ — 107 игр, 30 очков (6+24)
- Лига чемпионов — 8 игр, 8 очков (2+6)
- Евролига — 5 игр, 1 очко (0+1)
- Чешская первая лига — 39 игр, 36 очков (15+21)
- Всего за карьеру — 1251 игра, 432 очка (169+263)